# Neuliebel
Neuliebel, obersorbisch Nowy Lubolń, ist ein Ortsteil der Gemeinde Rietschen im Landkreis Görlitz in Sachsen. Von 1938 bis 1973 war Neuliebel ein Ortsteil von Altliebel und danach bis 1992 Ortsteil von Viereichen. Das Dorf gehört der Verwaltungsgemeinschaft Rietschen an und liegt im amtlichen sorbischen Siedlungsgebiet.

## Lage
Neuliebel liegt in der Oberlausitz am Weißen Schöps, rund elf Kilometer nordwestlich von Niesky. Südlich des Ortes liegt das Biosphärenreservat Oberlausitzer Heide- und Teichlandschaft. Umliegende Ortschaften sind Hammerstadt im Nordosten, Nieder Prauske und Zedlig im Osten, Kosel im Südosten, Tschernske im Südwesten und Reichwalde im Westen. Frühere Nachbarorte waren zudem die heutigen Wüstungen Mocholz und Linda. Nördlich von Neuliebel liegt der zum Lausitzer Braunkohlerevier gehörende Tagebau Reichwalde.
Neuliebel liegt an der Staatsstraße 131 zwischen Boxberg/O.L. und Rietschen.

## Geschichte
Neuliebel wurde erstmals im Jahr 1590 urkundlich erwähnt. 1603 folgte die Nennung als Neu-Lublein. 1663 wurde der Ort ein Rittergut, für das Jahr 1768 ist die Namensform Neu Liebel belegt. Ab 1816 lag Neuliebel im Landkreis Rothenburg (Ob. Laus.). Der evangelisch-lutherisch geprägte Ort gehörte 1825 der Kirchengemeinde Daubitz an und wurde 1956 nach Rietschen umgepfarrt.
Am 1. April 1938 wurde Neuliebel nach Altliebel eingemeindet. 1947 kam der Ort in den neu gegründeten Landkreis Weißwasser-Görlitz, der 1950 in Landkreis Niesky umbenannt wurde. Nach der Kreisreform in der DDR im Juli 1952 gehörte Neuliebel dann zum Kreis Weißwasser im Bezirk Cottbus. Am 1. Januar 1973 wurde Altliebel mit Hammerstadt und Viereichen zu der neuen Gemeinde Viereichen zusammengeschlossen. Nach der Wiedervereinigung gehörte Neuliebel zum Landkreis Weißwasser. Die Gemeinde Viereichen wurde am 15. März 1992 nach Rietschen eingemeindet und später für den Tagebau Reichwalde devastiert; Neuliebel, Hammerstadt und Nappatsch (das später in Altliebel umbenannt wurde) blieben als einzige Orte der ehemaligen Gemeinde erhalten. Ab 1994 gehörte Neuliebel zum Niederschlesischen Oberlausitzkreis, der 2008 im Landkreis Görlitz aufging.

## Bevölkerung und Sprache
Für das Jahr 1777 waren in Neuliebel fünf Gärtner als Einwohner verzeichnet. 1825 hatte der Ort 71 Einwohner, bis 1871 stieg diese Zahl auf 91 Einwohner. Danach fiel die Einwohnerzahl erst auf 80 im Jahr 1885 und später auf 70 im Jahr 1905. 1925 hatte Neuliebel 90 Einwohner.
Arnošt Muka verzeichnete in seiner Statistik über die sorbische Bevölkerung in der Oberlausitz im Jahr 1884 eine Einwohnerzahl von 91, davon waren fünf Einwohner Sorben und 86 Deutsche. Ernst Tschernik ermittelte im Jahr 1956 für die gesamte Gemeinde Altliebel einen sorbischsprachigen Bevölkerungsanteil von nur noch 13,8 Prozent.